# Kościół Chrystusowy w Siemiatyczach
Kościół Chrystusowy w Siemiatyczach – zbór Kościoła Chrystusowego w RP działający w Siemiatyczach.
Pastorem zboru jest Aleksander Żegunia. Nabożeństwa odbywają się przy ul. Drohiczyńskiej 52 w niedziele o godz. 10.00 oraz w czwartki o godz. 18.00.
Początki zboru sięgają lat 30. W 1934 postanowiono tutaj wybudować kaplicę, pomimo iż w Siemiatyczach nie było żadnych wiernych, a tylko w okolicznych wsiach: Wólka Zamkowa, Krupice, Rogawka, Kluków, Nurzec Stacja, Hornów, Leszczka, Mielnik, Miłkowice. Zgodę uzyskano w 1936 i natychmiast rozpoczęto budowę (przy ul Drohiczyńskiej 25). W 1939 budynek był gotowy w stanie surowym. Po wkroczeniu Sowietów budynek został przeznaczony na salę porodową. Przez całą historię PRL nie załatwiono spraw własności obiektu. W 1988 skarb państwa przejął obiekt, zbór odzyskał go dopiero w 2007.
10 maja 1953 odbył się w Siemiatyczach Nadzwyczajny Zjazd Kościoła Chrystusowego pod przewodnictwem Pawła Bajeńskiego, uczestniczył w nim Stanisław Krakiewicz prezes ZKE. Na zjeździe większością głosów podjęto uchwałę o przystąpieniu Kościoła Chrystusowego do Zjednoczonego Kościoła Ewangelicznego.
W latach 1971–1978 przełożonym zboru był Stanisław Tołwiński. Od roku 1978 – Aleksander Żegunia.